# Roberto Caruso
Roberto Caruso (San Nicandro Garganico, 23 maggio 1967) è un ex ciclista su strada italiano.
Tra i dilettanti fu secondo ai campionati del mondo in linea nel 1990; professionista dal 1991 al 1998, vinse due edizioni della Tre Valli Varesine.

## Carriera
Tra i dilettanti visse la miglior stagione nel 1990: vinse alcune corse, tra cui una tappa al Giro delle Regioni, e fu medaglia d'argento in linea ai Mondiali di Utsunomiya, in Giappone, anticipato dal connazionale Mirco Gualdi vincitore in solitaria.
Professionista dal 1991, ottenne i migliori risultati nelle classiche corse in linea del panorama nazionale italiano: oltre a vincere due edizioni della Tre Valli Varesine (nel 1995 e 1997) fu terzo nel Giro del Lazio 1993, sesto nella Coppa Sabatini 1994, quarto nella Coppa Placci e quinto nel Giro di Romagna nel 1995, secondo al Giro di Romagna e quarto al Giro del Lazio nel 1997.
Nelle corse all'estero, vinse il Gran Premio di Lugano ed una tappa della Vuelta al Táchira nel 1993, e fu secondo nella Leeds International Classic, gara di Coppa del mondo, nel 1995; prese inoltre parte a un'edizione del 1998, ma non concluse la corsa, e fu riserva della Nazionale Elite ai Mondiali 1997.

## Palmarès
- 1990 (dilettanti)

Trofeo Adolfo Leoni
Gran Premio Ciclistico San Basso
4ª tappa Giro delle Regioni (Città di Castello > San Piero in Bagno)
Giro Ciclistico del Cigno
La Ciociarissima
- 1993 (ZG Mobili, due vittorie)

Gran Premio di Lugano
3ª tappa Vuelta al Táchira
- 1995 (ZG Mobili, una vittoria)

Tre Valli Varesine
- 1997 (Ros Mary, una vittoria)

Tre Valli Varesine

## Piazzamenti

### Grandi Giri
- Tour de France

1998: ritirato (10ª tappa)
- Giro d'Italia

1991: ritirato
1993: 98º
1996: 66º
1997: 76º

### Classiche monumento
- Milano-Sanremo

1995: 145º
Giro delle Fiandre
1994: 90º
- Giro di Lombardia

1993: 72º
1994: 28º

### Competizioni mondiali
- Campionati del mondo

Utsunomiya 1990 - In linea Dilettanti: 2º